# Доленкур
Доленкур (фр. Dolaincourt) насеље је и општина у североисточној Француској у региону Лорена, у департману Вогези која припада префектури Нефшато.
По подацима из 2011. године у општини је живело 85 становника, а густина насељености је износила 32,69 становника/km². Општина се простире на површини од 2,6 km². Налази се на средњој надморској висини од | метара (максималној 455 m, а минималној 319 m).

## Демографија
| 1962. | 1968. | 1975. | 1982. | 1990. | 2011. |
| ----- | ----- | ----- | ----- | ----- | ----- |
| 94    | 104   | 76    | 61    | 74    | 85    |

График промене броја становника у току последњих година